# Valeriu Mircea
Valeriu Mircea (ur. 5 października 1993 w Kiszyniowie) – mołdawski zawodnik mieszanych sztuk walki (MMA). Walczył dla takich organizacji jak m.in. Bellator MMA, Brave CF czy Eagles FC, w której był mistrzem wagi piórkowej. Aktualny zawodnik polskiej organizacji KSW, w której był tymczasowym mistrzem w wadze lekkiej.

## Życiorys
Urodzony 5 października 1993 roku Mircea miał zaledwie 20 lat, kiedy zaczął rywalizować w MMA. Na mieszane sztuki walki natknął się oglądając walki na YouTube. Dzień później wraz z przyjacielem udał się do lokalnego klubu MMA i od tamtej pory nigdy nie opuszczał treningów. Nie biorąc udziału w żadnych walkach amatorskich, rozpoczął karierę jako zawodowiec.
Mircea urodził się w Kiszyniowie, jednak obecnie mieszka w Rzymie. Tam trenuje w klubie Gloria Fight Center, z takimi zawodnikami jak Alessio Di Chirico i Carlo Pedersoli Jr. W wieku 26 lat miał już stoczonych 31 walk zawodowych. W międzyczasie zdobył cztery tytuły mistrza Europy. Pierwotnie walczył w wadze piórkowej. W tej kategorii wagowej zdobył tytuł organizacji Eagles Fighting Championship.

## Kariera MMA

### Wczesna kariera
Valeriu Mircea zadebiutował w zawodowym MMA, w listopadzie 2014 roku. Przez pierwsze dwa lata toczył aktywnie pojedynki, głównie na lokalnych galach we Włoszech, ale również innych europejskich krajach. 5 sierpnia 2015 roku stoczył jednorazowy pojedynek dla znanej rosyjskiej organizacji M-1 Global. Podczas M-1 Challenge 60: Battle In Orel przegrał przez TKO w Raulem Tutarauli.

### Brave CF
W kwietniu 2021 roku zadebiutował w bahrajńskiej organizacji Brave Combat Federation. Podczas jubileuszowej gali Brave CF 50 przegrał jednogłośną decyzją sędziów z Ukraińcem, Omarem Solomonowem.
Równo cztery miesiące później zmierzył się z Ayubem Gazievem na Brave CF 52 w Mediolanie. Zwyciężył przez nokaut w pierwszej rundzie.

### KSW
W czerwcu 2022 roku ogłoszono, że podpisał kontrakt z Konfrontacją Sztuk Walki. W debiucie, który odbył w tym samym miesiącu na gali KSW 71: Ziółkowski vs. Rajewski zmierzył się z Romanem Szymańskim. Przegrał przez TKO, gdyż nie był w stanie wyjść do rundy drugiej.
Drugą walkę dla polskiej organizacji stoczył 12 listopada 2022 roku na KSW 76: Parnasse vs. Rajewski. Jego rywalem był Gracjan Szadziński. Zwyciężył przez nokaut w pierwszej rundzie.
Podczas gali XTB KSW 78, która odbyła się 21 stycznia 2023 zmierzył się z byłym mistrzem wagi półśredniej, Borysem Mańkowskim. Pod koniec pierwszej rundy znokautował faworyzowanego rywala latającym kolanem. Dzięki tej wygranej został nagrodzony pierwszym bonusem za najlepszy nokaut wieczoru.
3 czerwca 2023 podczas XTB KSW 83: Colosseum 2 na stadionie PGE Narodowym doszło do jego rewanżu z Romanem Szymańskim. Tym razem pojedynek trwający pełen dystans musieli rozstrzygnąć sędziowie, którzy wskazali niejednogłośnie zwycięstwo Mircei.
17 lutego 2024 w czeskim Libercu podczas gali KSW 91 zdobył tymczasowy pas mistrzowski KSW w wadze piórkowej, pokonując przez poddanie w czwartej rundzie Czecha, Leo Brichtę. Pojedynek obu zawodników nagrodzono dodatkowym bonusem za najlepszą walkę wieczoru.
Niespełna dwa miesiące później na gali KSW 93 w Paryżu stoczył pojedynek o pełnoprawny pas, którego posiadaczem jest Francuz, Salahdine Parnasse. Na minutę przed końcem pierwszej rundy został znokautowany wysokim kopnięciem na głowę. Francusko-mołdawski pojedynek był starciem mistrza z tymczasowym mistrzem, doszło zatem do unifikacji pasów mistrzowskich KSW w dywizji lekkiej.

## Osiągnięcia

### Mieszane sztuki walki
- Power Nation Fighting Championship
  - 2015: Mistrz Power Nation Fighting Championship w wadze lekkiej[24]
- Eagles Fighting Championship
  - 2019: Mistrz Eagles Fighting Championship w wadze piórkowej[25]
- Konfrontacja Sztuk Walki
  - 2024: Tymczasowy mistrz KSW w wadze lekkiej[26]
  - Bonus za nokaut wieczoru vs. Borys Mańkowski (2023)[17]
  - Bonus za walkę wieczoru vs. Leo Brichta (2024)[21]

## Lista zawodowych walk w MMA
| Wynik     | Bilans | Przeciwnik (bilans przed walką) | Rozstrzygnięcie                                   | Runda | Czas | Rozgrywki                                                | Data       | Miejsce             | Uwagi                                                                                      |
| --------- | ------ | ------------------------------- | ------------------------------------------------- | ----- | ---- | -------------------------------------------------------- | ---------- | ------------------- | ------------------------------------------------------------------------------------------ |
| Przegrana | 30-9-1 | Salahdine Parnasse (18-2)       | KO (wysokie kopnięcie na głowę i ciosy pięściami) | 1     | 4:00 | XTB KSW 93: Parnasse vs. Mircea                          | 06.04.2024 | Paryż               | Unifikacja pasów. Walka o pas mistrzowski KSW w wadze lekkiej. Main Event                  |
| Wygrana   | 30-8-1 | Leo Brichta (12-3. 1NC)         | Poddanie (duszenie zza pleców)                    | 4     | 2:40 | KSW 91: Mircea vs. Brichta                               | 17.02.2024 | Liberec             | Zdobył tymczasowy pas mistrzowski KSW w wadze lekkiej. Bonus za walkę wieczoru. Main Event |
| Wygrana   | 29-8-1 | Roman Szymański (17-6)          | Decyzja (niejednogłośna)                          | 3     | 5:00 | XTB KSW 83: Colosseum 2                                  | 03.06.2023 | Warszawa            |                                                                                            |
| Wygrana   | 28-8-1 | Borys Mańkowski (22-10-1)       | KO (latające kolano i ciosy pięściami)            | 1     | 4:22 | XTB KSW 78: Materla vs. Grove 2                          | 21.01.2023 | Szczecin            | Bonus za nokaut wieczoru.                                                                  |
| Wygrana   | 27-8-1 | Gracjan Szadziński (9-4)        | KO (prawy sierpowy)                               | 1     | 1:39 | KSW 76: Parnasse vs. Rajewski                            | 12.11.2022 | Grodzisk Mazowiecki |                                                                                            |
| Przegrana | 26-8-1 | Roman Szymański (15-6)          | TKO (kontuzja)                                    | 1     | 5:00 | KSW 71: Ziółkowski vs. Rajewski                          | 18.06.2022 | Toruń               | Debiut w KSW.                                                                              |
| Wygrana   | 26-7-1 | Ayub Gaziev (12-2-1)            | KO (cios)                                         | 1     | 0:43 | Brave CF 52                                              | 01.08.2021 | Mediolan            |                                                                                            |
| Przegrana | 25-7-1 | Omar Solomonow (9-2)            | Decyzja (jednogłośna)                             | 3     | 5:00 | Brave CF 50                                              | 01.04.2021 | Arad Fort           | Debiut w Brave CF.                                                                         |
| Przegrana | 25-6-1 | Martun Mieżlumjan (9-1)         | Decyzja (niejednogłośna)                          | 5     | 5:00 | Eagles FC - Next Level                                   | 15.02.2020 | Ciorescu            | Stracił pas mistrzowski Eagles FC w wadze piórkowej. Main Event                            |
| Wygrana   | 25-5-1 | Andrey Barbarosa (6-6)          | KO (cios pięścią)                                 | 1     | 0:51 | Eagles FC 11                                             | 16.02.2019 | Ciorescu            | Zdobył pas mistrzowski Eagles FC w wadze piórkowe. Main Event                              |
| Wygrana   | 24-5-1 | Flávio Pina (20-4)              | Decyzja (jednogłośna)                             | 3     | 5:00 | Eagles FC 10                                             | 03.11.2018 | Kiszyniów           |                                                                                            |
| Wygrana   | 23-5-1 | Anton Kuivanen (26-10)          | TKO (ciosy pięściami)                             | 2     | 4:15 | Cage 44                                                  | 08.09.2018 | Helsinki            | Main Event.                                                                                |
| Wygrana   | 22-5-1 | Marco Manara (8-10)             | TKO (ciosy pięściami)                             | 1     | 2:10 | Trieste Fight Night 2018                                 | 13.07.2018 | Triest              |                                                                                            |
| Wygrana   | 21-5-1 | Nemat Abdrashitov (9-6)         | KO (cios łokciem)                                 | 3     | 3:18 | Eagles FC 9                                              | 26.05.2018 | Kiszyniów           |                                                                                            |
| Wygrana   | 20-5-1 | Teddy Violet (10-3)             | Poddanie (duszenie gilotynowe)                    | 2     | 2:00 | Magnum FC 4                                              | 03.03.2018 | San Bonifacio       |                                                                                            |
| Remis     | 19-5-1 | Gregor Weibel (12-4)            | Remis                                             | 3     | 5:00 | Legio's Team Bergamo - Venkon Fight Night 2              | 21.01.2018 | Mediolan            |                                                                                            |
| Przegrana | 19-5   | Ibragim Kantajew (6-2)          | Decyzja (jednogłośna)                             | 3     | 5:00 | RXF 29 - MMA All Stars 5: RXF vs. Magnum FC              | 18.12.2017 | Braszów             |                                                                                            |
| Wygrana   | 19-4   | Djamil Chan (12-3)              | Decyzja (większościowa)                           | 3     | 5:00 | Bellator 176: Carvalho vs. Manhoef 2                     | 08.04.2017 | Turyn               |                                                                                            |
| Przegrana | 18-4   | Goiti Yamauchi (20-3)           | Poddanie (duszenie trójkątne)                     | 1     | 3:33 | Bellator 168: Sakara vs. Beltran                         | 10.12.2016 | Florencja           | Debiut w Bellator MMA. Co-Main Event                                                       |
| Wygrana   | 18-3   | Hrvoje Stepić (2-1)             | KO (cios pięścią)                                 | 1     | 3:55 | PNFC - Fight Day Gala                                    | 05.11.2016 | Pordenone           |                                                                                            |
| Wygrana   | 17-3   | Leonardo Carletti (1-0)         | Poddanie (duszenie gilotynowe)                    | 1     | 2:30 | Fight or Nothing - Road to Bellator: The Final Countdown | 29.10.2016 | Calenzano           | Co-Main Event                                                                              |
| Wygrana   | 16-3   | Piotr Niedzielski (6-2)         | Decyzja (jednogłośna)                             | 3     | 5:00 | WFC 20: Exclusive Fight Night                            | 27.08.2016 | Bad Vöslau          | Bonus za walkę wieczoru.                                                                   |
| Wygrana   | 15-3   | Władimir Nedożdych (0-0)        | TKO (ciosy pięściami)                             | 1     | 4:21 | Gotti Promotion - East Invasion 2                        | 23.07.2016 | Triest              |                                                                                            |
| Wygrana   | 14-3   | Enqique Fernandez (2-0)         | Poddanie (dźwignia prosta na staw łokciowy)       | 3     | 3:02 | Oktagon Kickboxing - Road to Bellator                    | 10.07.2016 | ?                   |                                                                                            |
| Przegrana | 13-3   | Cody McKenzie (13-9)            | Poddanie (duszenie gilotynowe)                    | 2     | 1:30 | Venator FC 3 - Palhares vs. Meek                         | 21.05.2016 | Mediolan            | Walka w wadze półśredniej                                                                  |
| Wygrana   | 13-2   | Christian Balsamo (0-2)         | TKO (ciosy pięściami)                             | 1     | 3:01 | Fight or Nothing - Road to Bellator                      | 02.04.2016 | Lugano              |                                                                                            |
| Wygrana   | 12-2   | Roman Popow (0-6)               | Decyzja (jednogłośna)                             | 3     | 5:00 | Gotti Promotions - East Invasion                         | 13.03.2016 | Triest              |                                                                                            |
| Wygrana   | 11-2   | Maxim Radu (3-0)                | TKO (ciosy pięściami)                             | 2     | 2:52 | Oktagon - Thai Box Mania 8                               | 30.01.2016 | Turyn               |                                                                                            |
| Wygrana   | 10-2   | Anderson da Silva Santos (3-10) | Poddanie (duszenie zza pleców)                    | 1     | 3:57 | Power Nation Fighting Championship 6                     | 20.12.2015 | Pordenone           | Zdobył pas mistrzowski PNFC w wadze lekkiej.                                               |
| Wygrana   | 9-2    | Arbi Kilajew (1-3)              | Poddanie (duszenie zza pleców)                    | 1     | 2:40 | Gotti Promotions - Russia Comes to Trieste               | 15.11.2015 | Triest              |                                                                                            |
| Wygrana   | 8-2    | Aldo Cirillo (2-0)              | Poddanie (klucz na stopę)                         | 2     | 2:38 | Fight or Nothing - Clash of Titans                       | 26.09.2015 | Florencja           |                                                                                            |
| Przegrana | 7-2    | Raul Tutarauli (10-2)           | TKO (ciosy pięściami)                             | 1     | 3:18 | M-1 Challenge 60: Battle In Orel                         | 05.08.2015 | Orzeł               | Debiut w M-1 Global.                                                                       |
| Wygrana   | 7-1    | Marco Manara (5-3)              | TKO (ciosy pięściami)                             | 3     | 1:58 | Milano in the Cage 5                                     | 13.06.2015 | Monza               | Walka w limicie umownym do 71 kg                                                           |
| Wygrana   | 6-1    | Andrea Controversa (2-0)        | Poddanie (kimura)                                 | 1     | 2:55 | Knockout in the Cage 3 - Road to M-1 Global              | 16.05.2015 | Rzym                |                                                                                            |
| Wygrana   | 5-1    | Luca Vitali (6-4)               | Poddanie (duszenie gilotynowe)                    | 1     | 2:25 | Praedator League Vercelli 2015                           | 19.04.2015 | Vercelli            |                                                                                            |
| Wygrana   | 4-1    | Jacopo Santini (1-0)            | Techniczne poddanie (duszenie gilotynowe)         | 1     | N/A  | FIKBMS - MMA Open Golden Cup 2015                        | 29.03.2015 | Empoli              |                                                                                            |
| Wygrana   | 3-1    | Francesco Sarullo (2-7)         | Poddanie (duszenie trójkątne)                     | 2     | 1:20 | FIKBMS - MMA Open Golden Cup 2015                        | 29.03.2015 | Empoli              |                                                                                            |
| Wygrana   | 2-1    | Elia Madau (4-3)                | Poddanie (duszenie zza pleców)                    | 1     | 3:00 | Fight1 - Night Warriors 2015                             | 07.03.2015 | Pieve di Cento      |                                                                                            |
| Przegrana | 1-1    | Angelo Rubino (0-1)             | Poddanie (dźwignia prosta na staw łokciowy)       | 2     | 1:50 | Cattivisinasce - In the Cage 3                           | 22.02.2015 | Bolonia             |                                                                                            |
| Wygrana   | 1-0    | Luca Puggioni (7-5-1)           | Poddanie (duszenie trójkątne)                     | 1     | 3:02 | Iron Fighters 14                                         | 14.11.2014 | Zoppola             | Debiut w zawodowym MMA.                                                                    |